# Даценко Іван Іванович
Іва́н Іва́нович Даце́нко (за іншими джерелами: Доценко, 29 листопада 1918 — 19 квітня 1944 (?)) — радянський офіцер, гвардії капітан, Герой Радянського Союзу (1943), в часи Другої світової війни — заступник командира авіаційної ескадрильї 10-го гвардійського авіаційного полку 3-ї гвардійської авіаційної дивізії 3-го гвардійського авіаційного корпусу авіації дальньої дії.
На фронті з червня 1941 року. Літав на дальніх бомбардувальниках Іл-4. У складі полку станом на початок серпня 1943 року здійснив 213 бойові вильоти, відзначився в боях за Сталінград та Орел. 19 квітня 1944 року при виконанні бойового завдання з бомбардування залізничної станції Львів-2 був збитий.
Ймовірно, 19 квітня 1944 року Іван Даценко зміг вистрибнути з охопленого вогнем літака. Приземлившись на ворожій території, потрапив у полон. Утік, дістався своєї частини. Був заарештований «СМЕРШем», визнаний зрадником, відправлений до Сибіру. Звідти втік теж і, напевно, дістався до Канади через Аляску. За іншою версією потрапив до німецького полону, звідки втік і, скоріше за все, потрапив до американської зони окупації Німеччини, а звідти з потоком біженців — до Канади.
2012 році на екрани вийшов художній фільм — пригодницька мелодрама «ТойХтоПройшовКрізьВогонь», в якому описано неймовірну долю Івана Додоки, хлопця з Полтавщини, прообразом якого став Іван Даценко.

## Біографія
Згідно з офіційною біографією, Іван Іванович Даценко народився 29 листопада 1918 року в селі Чернечий Яр Диканського району Полтавської області в селянській родині. У 1937 році закінчив Писарівщинський зооветеринарний технікум. У тому ж році призваний до лав РСЧА, у 1940-у, після закінчення Першого Чкаловського військового авіаційного училища льотчиків ім. К. Є. Ворошилова, служив у 93-му дальньобомбардувальному авіаційному полку. На фронті з червня 1941 року. Літав на дальніх бомбардувальниках Іл-4. У складі полку станом на початок серпня 1943 року здійснив 213 бойові вильоти, відзначився в боях за Сталінград та Орел.
Указом Президії Верховної Ради СРСР від 18 вересня 1943 року за зразкове виконання завдань командування зі знищення живої сили і техніки ворога та виявлені при цьому мужність і героїзм, гвардії старшому лейтенанту Іванові Даценку присвоїли звання Героя Радянського Союзу з врученням ордена Леніна і медалі Золота Зірка (№ 1733). Нагороджений орденом Червоного Прапора (31.12.1942) та медаллю «За оборону Сталінграда» (22.12.1942).
19 квітня 1944 року при виконанні бойового завдання з бомбардування залізничної станції Львів-2 був збитий. Це був останній бій Івана Даценка.
Про останній виліт старшого лейтенанта Доценка (саме так написане прізвище льотчика в першоджерелі) пише свідок подій, однополчанин І. І. Даценка Герой Радянського Союзу Олексій Миколайович Кот:

| Коли літак, який скинув САБи, зловили кілька прожекторів, серце в мене завмерло. Феєрверки розривів пофарбували небо в червоний колір, але льотчик вів літак на бойовому курсі крізь вогняний вихор. І раптом пролунав вибух. Мабуть, снаряд, а може, й не один, потрапив у бензобак. На всі боки розлетілися, пройняті вогнем уламки. Багато з тих, хто був у цей час у районі цілі, бачили цю страшну картину. Ніхто з членів екіпажу не встиг скористатися парашутом. Так трагічно загинули Герої Радянського Союзу І. І. Доценко, Г. І. Безобразов, їхні товариші І. А. Свєтлов, М. А. Завірохін. Оригінальний текст (рос.) Когда самолет, сбросивший САБы, поймали несколько прожекторов, сердце у меня замерло. Фейерверки разрывов окрасили небо в багровый цвет, но летчик вел самолет по боевому курсу сквозь огненный вихрь. И вдруг раздался взрыв. Видимо, снаряд, а может, и не один, попал в бензобак. Во все стороны разлетелись, пылающие обломки. Многие из тех, кто был в это время в районе цели, видели эту страшную картину. Никто из членов экипажа не успел воспользоваться парашютом. Так трагически погибли Герои Советского Союза И. И. Доценко, Г. И. Безобразов, их товарищи И. А. Светлов, М. А. Завирохин. |
За офіційними даними Даценко Іван Іванович досі вважається зниклим безвісти 19 квітня 1944 року.
Мешканці Чернечого Яру мали намір встановити пам'ятник Герою, а також назвати іменем Івана Даценка одну з вулиць або перейменувати на його честь саме село. Однак ні перейменування села на честь Даценка, ні встановлення бронзового бюсту на його Батьківщині (як це прийнято було робити в часи СРСР) не відбулося. Причини цього невідомі.

## Неофіційна біографія

### Версія, що ототожнює Івана Даценка з індіанцем на ім'я Chief Poking Fire

Канадська поштова листівка Chief Poking Fire Caughnawaga Native Americana (Вождь Пронизуючий вогонь. Індіанець з Канавейку.)

Більше ніж десять років присвятив вивченню фактів біографії Івана Даценка його однополчанин Олександр В'ячеславович Щербаков. За отриманими ним відомостями, Даценко не загинув 19 квітня 1944-го, а потрапив до полону. За словами Олександра Щербакова, під час роботи над біографією Даценка він знайшов свідчення, що радянський льотчик двічі потрапляв до німецького полону, певний час, переховуючись після втечі, перебував у партизанському загоні на території Польщі, а наприкінці війни його бачили у Берліні. Далі сліди його губляться, але зрештою він опинився в Канаді.
Згідно з найбільш розповсюдженою сьогодні версією, яка ґрунтується на дослідженнях О. Щербакова, 19 квітня 1944 року Іван Даценко зміг вистрибнути з охопленого вогнем літака. Приземлившись на ворожій території, потрапив у полон. Втік, дістався своєї частини. Був заарештований «Смершем», визнаний зрадником, відправлений до Сибіру. Звідти втік теж і, напевно, дістався до Канади через Аляску.
За іншою версією, якої дотримується інший дослідник біографії Івана Даценка, Надзвичайний та Повноважний Посол, кандидат історичних наук Володимир Михайлович Семенов, після втечі з німецького полону, Даценко скоріше за все потрапив до американської зони окупації Німеччини, а звідти з потоком біженців — до Канади.
У 1967 році у Всесвітній виставці «Експо-67», яка відбулася у Монреалі (Квебек) на честь столітньої річниці Канадської конфедерації, брала участь радянська делегація партійних працівників та діячів культури на чолі з членом Президії ЦК КПРС, 1-м заступником Голови Ради Міністрів СРСР Дмитром Полянським. У складі делегації був Народний артист СРСР Махмуд Есамбаєв. Після виступу артиста Прем'єр-міністр Канади Лестер Пірсон на його прохання організував екскурсію радянської делегації до резервації, де жило плем'я індіанців, яке входило до союзу ірокезів.
Як розповідав Есамбаєв, під час відвідання племені могавкі кохнавік він зустрівся з вождем племені і був немало здивований, почувши від нього українську мову. У подальшому, начебто, вождь розмовляв із радянською делегацією російською мовою, з перекладачем — англійською, а зі своїми одноплемінниками — їхньою мовою. Вождь покликав свою дружину й щось їй сказав, після цього на стіл були поставлені галушки та горілка. На запитання одного з членів делегації хто ж він такий, вождь індіанців відповів: «Я Іван Іванович Доценко з-під Полтави». За словами Махмуда Алісултановича, індіанці дали своєму вождеві ім'я «Пронизуючий Вогонь», його англійське ім'я й прізвище — Джон МакКомбер. Про те, що вождь індіанського племені Іван Даценко не лише виходець із СРСР, а ще й Герой Радянського Союзу, льотчик, Есамбаєву розповів професор Монреальського університету. Про зустріч з земляком у Канаді Есамбаєв переповів при зустрічі полтавцям. Пізніше Махмуд Есамбаєв згадував про відвідування ним Полтави:

| Коли я приїхав до Полтави — зайшов до першого секретаря обкому КПРС і розповів йому історію про Доценка. Він говорить, а ти розкажи всьому обкому. Розповів. Пізніше отримав від Доценка лист, у якому він дякував за надіслану мною фотографію його хати і повідомляв, що таку хату побудував і у своєму селищі. Оригінальний текст (рос.) Когда я приехал в Полтаву — зашел к первому секретарю обкома КПСС и рассказал ему историю о Доценко. Он говорит, а ты расскажи всему обкому. Рассказал. Позже получил от Доценко письмо, в котором он благодарил за присланную мной фотографию его хаты и сообщал, что такую хату построил и в своем селении. |
Невелике інтерв'ю М. Есамбаєва про зустріч з вождем племені ірокезів, який родом з України, на початку 1980-х років було опубліковане у журналі «Радянський екран» (рос. «Советский экран»), а через декілька років докладніше інтерв'ю про зустріч із загадковим вождем було надруковане у газеті «Труд». Нарис був передрукований низкою видань і став відомий широкому загалу громадян СРСР. На жаль, Есамбаєв жодного разу після цього не виходив на контакти з родичами Даценка, відмовлявся спілкуватися на цю тему з пресою. А перед самою смертю навіть спростував сказане. Зроблені ним фото, за якими можна було б ідентифікувати особу вождя, начебто згоріли разом з архівом танцівника у Грозному під час Чеченської війни.
Попри те, що Есамбаєв зрікся свого інтерв'ю, його слова підтверджує Володимир Семенов, який у 1967 році був радником посольства СРСР у Канаді та займався питаннями організації участі СРСР у виставці «Експо-67». За його словами, він особисто не брав участі у зустрічі радянської делегації з індіанцями, але посол СРСР у Канаді Іван Фадейович Шпедько зустрічався з вождем індіанців. Володимир Михайлович переповідає розповідь посла:

| ...І уявіть собі, — розповідав мені посол, — коли я передав суворому вождю племені цю пляшку (з метою познайомитися з індіанцем Іван Фадеєвич, як українець, прихопив з собою як дарунок пляшку чудової української горілки), щось змінилося в ньому, він знаком показав мені прямувати за ним до його вігваму, а там заговорив зі мною чистою українською мовою. Я був збентежений: це ж треба хохлу затесатися до племені індіанців, та ще й стати вождем! Ми тоді добряче випили... Оригінальний текст (рос.) ...И представьте себе, — рассказывал мне посол, — когда я передал суровому вождю племени эту бутылку (с целью познакомиться с индейцем Иван Фадеевич, как украинец, прихватил с собой в качестве подарка бутылку великолепной украинской горилки), что-то переменилось в нем, он знаком показал мне следовать за ним в свой вигвам, а там заговорил со мной на чистой украинской мове. Я был изумлен: надо же хохлу затесаться в племя индейцев, да еще стать вождем! Мы тогда хорошо выпили ... |
На прохання Семенова, його канадський друг, у минулому відомий дипломат Блер Сіборн звернувся до одного з членів канадського Сенату, індіанця племені магавків за походженням, довідатися про долю Пронизуючого вогонь. Той дізнався від індіанців з резервації Канауейк (провінція Онтаріо), що дійсно певний «неіндіанець» був прийнятий в плем'я як менеджер з туризму, аби організувати туристичний бізнес з показом танців індіанців. Як менеджер, він отримав статус вождя і ритуальне ім'я Chief poking fire — Той, що пронизує вогонь. В індіанському племені у нього склалася сім'я, але з дітьми прибульця зв'язатися не вдалося.
Існують свідчення, що вождь Poking Fire очолював могавків у резервації Канавейк в часи, коли Даценко ще служив у Червоній армії. У номері монреальської газети «The Gazzete» за 12 серпня 1940 року є замітка про відкриття мешканцями Канавейку на чолі з Poking Fire подорожньої каплички на честь Катері Текаквіти. У Музеї канадської історії Маккорд також зберігається фотографія вождя Poking Fire з онуками, датована 1945 роком. Даценко, який мав тоді тільки-но дістатися до Канади, не міг мати індіанських онуків у 1945 році.

### Версія служби взаємного пошуку людей «Чекай на мене»
Сестра Івана Даценка Дарина Іванівна все життя чекала старшого брата, вона без експертизи впізнала його в індіанському вождеві на фото, присланих Есамбаєвим. В клопотах з розшуку їй допомагала дочка Ольга Василівна Рубан. У 2001 році вона звернулася за допомогою до програми «Чекай на мене» (рос. «Жди меня») з проханням дізнатися про долю свого дядька, а 13 травня 2002 року вийшла в ефір перша телепередача, присвячена долі Івана Даценка. Ігор Кваша і команда програми змогла знайти низку документів, які підтверджували, що той, Що пронизує вогонь і Іван Даценко — одна особа, у тому числі стенограму виступу М. Есамбаєва на Всесоюзній нараді робітників культури у Житомирі 29 березня 1991 року, в якій Махмуд Алісултанович розповідав наступне:

| У цей день був вихідний. Приїхали ми. Одночасно танцювали 800—900 осіб: чоловіки, жінки, діти. Красиво до неможливості! Я запитую: «А де ж вождь?» І тут побачив, що назустріч йде високий, міцної статури чоловік. Весь прикрашений, на голові — святковий убір з пір'я. Він був мого зросту, можливо, навіть вище. Поруч з вождем стояла його прекрасна дружина-індіанка. І тут він вклонився і каже: «Здоровенькі були! Доброго дня. Щасливий, що вас вітаю. Будь ласка, прошу до моєї хатини». — «Ви що, по-українськи говорите?» — питаю. «А шо? Я українець». Кажу йому: «Як, ви, вождь індіанського племені?» Він каже: «Батько наш помер 12 років тому. Жінка моя — дочка його». Я пішов до нього. У нього чотири сини. Дружина — справжня індіанка, дочка вождя. Вона говорить по-українськи і діти. Запитую: «Ви звідки?» Каже: «Із-під Полтави». Звали його Іван Даценко. Але в племені його називають Penetrating Fire! По-російські — «Пронизуючий Вогонь»… Оригінальний текст (рос.) В этот день был выходной. Приехали мы. Одновременно танцевали 800—900 человек: мужчины, женщины, дети. Красиво до невозможности! Я спрашиваю: «А где же вождь?» И тут увидел, что навстречу идет высокий, крепкого телосложения мужчина. Весь разукрашен, на голове — праздничный убор из перьев. Он был моего роста, может быть, даже выше. Рядом с вождем стояла его прекрасная жена-индианка. И тут он поклонился и говорит: «Здоровеньки булы! Здравствуйте. Счастлив, что вас приветствую. Будь ласка, прошу до моей хижины». — «Вы что, по-украински говорите?» — спрашиваю. «А шо? Я украинец». Говорю ему: «Как, вы, вождь индейского племени?» Он говорит: «Батька наш помер 12 рокив тому назад. Жинка моя — дочка его». Я пошел к нему. У него четыре сына. Жена — настоящая индианка, дочь вождя. Она говорит по-украински и дети. Спрашиваю: «Вы откуда?» Говорит: «Из-пид Полтавы». Звали его Иван Даценко. Но в племени его называют Penetrating Fire! По-русски — «Пронзающий Огонь»… |
Починаючи з 2002 року було проведено декілька телепередач присвячених Івану Даценку. У результаті пошукової роботи знайдено понад 20 людей, які знали його по службі, і тих, що бачили його в Канаді. Отримані від них фото «вождя червоношкірих» і знімки, надані сестрою Даценка були направлені до Московського інституту судово-медичної експертизи, де відомий російський експерт-криміналіст Сергій Нікітін, який порівнював фото, дійшов висновку, що це одна й та сама особа. Телепередача «Чекай на мене» намагалася знайти нащадків вождя, але це виявилося дуже складно, тому що з 1990-х років у Канаді не існує резервацій індіанців. На початку 2000-х представники українського Червоного хреста повідомили племінниці Івана Даценка на її звернення, що її дядько Джон МакКомбер помер за два роки до того.
Незважаючи на те, що біографія Івана Івановича Даценка нагадує легенду, більшість фахівців сходяться на її реальності. Однак є й противники даної точки зору, які вважають, що Іван Даценко загинув 19 квітня 1944 року, а все інше — вигадки журналістів.

### Образ «Того, що пройшов крізь вогонь» у мистецтві
У 2010 році вийшла у світ художньо-документальна повість Олександра Щербакова «Небо і земля Івана Даценка» (російською мовою, рос. «Небо и земля Ивана Даценко») про надзвичайну долю льотчика з-під Диканьки. Базуючись на історичних фактах, в книзі автор органічно поєднав документальні свідчення і художню вигадку. У тому ж році книга Олександра Щербакова отримала 2-е місце в номінації «Найкраще прозаїчне видання» конкурсу «Найкраща книга Полтавщини».
А 19 січня 2012 року вийшов на екрани художній фільм — пригодницька мелодрама режисера Михайла Іллєнка «ТойХтоПройшовКрізьВогонь», в якому описано неймовірну долю Івана Додоки, хлопця з Полтавщини, прообразом якого став Іван Даценко. Український блокбастер отримав Гран-Прі ІІІ-го Київського Міжнародного кінофестивалю «за найкращий повнометражний художній фільм». Глядачі також відзначили музику до фільму українського композитора Володимира Гронського, яка якнайкраще відповідає художньому задуму режисера.

## Вшанування пам'яті

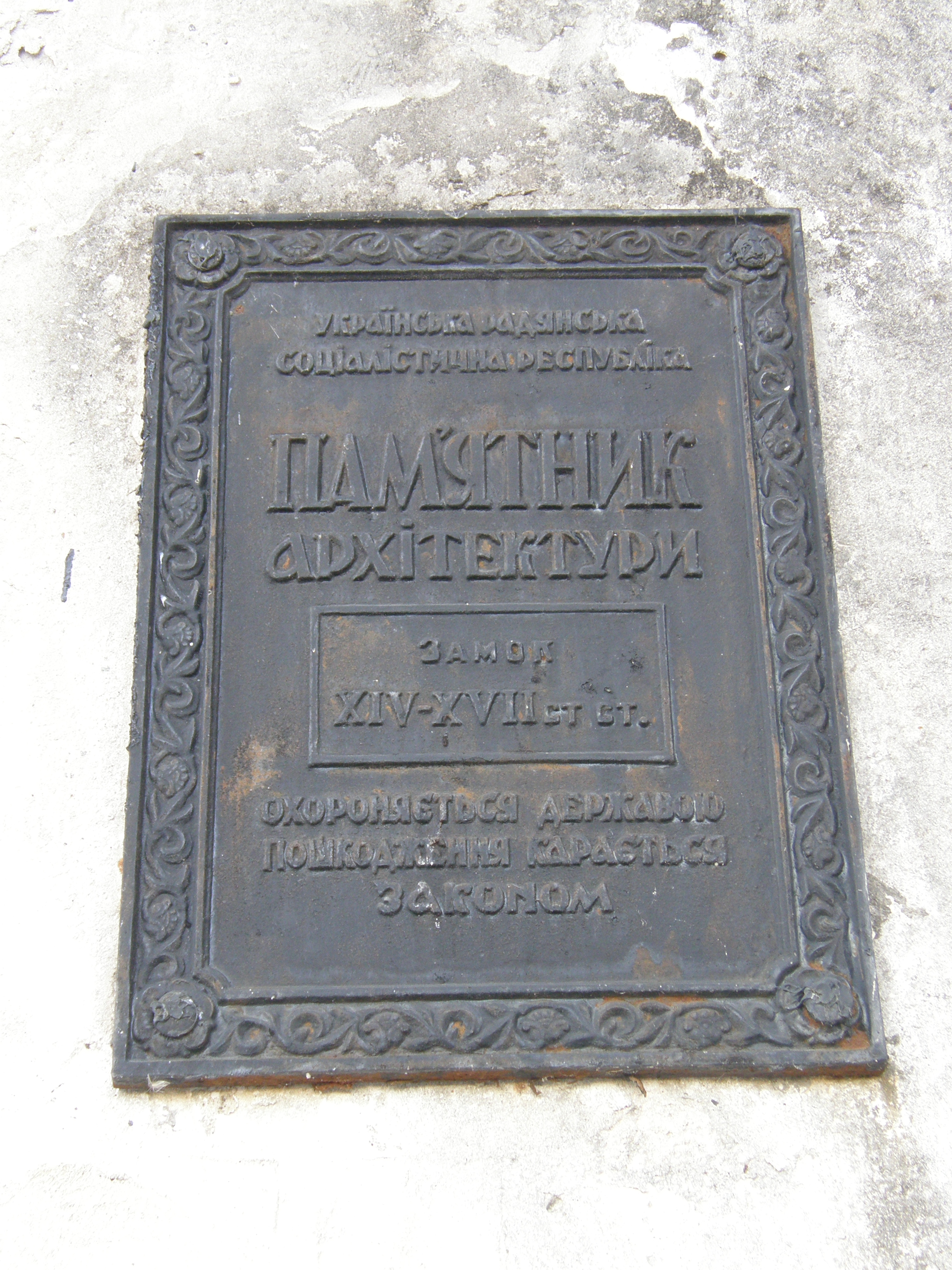
Меморіальна дошка на честь Героїв Радянського Союзу на будівлі навчального корпусу зооветеринарного технікуму, с. Писарівщина

- У Чернечому Яру, рідному селі Івана Даценка, створений музей славетного земляка.
- Меморіальна дошка на честь Героїв Радянського Союзу І. Доценка, М. Дігтяря, В. Реви на навчальному корпусі зооветеринарного технікуму.
- Грамоту Президії Верховної Ради СРСР про присвоєння йому звання Героя Радянського Союзу зберігають у Писарівщинському ветеринарному зоотехнічному технікумі, а в Національному музеї історії України у Другій світовій війні в Києві — листи Івана Даценка з фронту.
- 20 травня 2015 року у Полтаві вулицю Червоної Зірки перейменували на вулицю Івана Даценка.